# كلب بلدي (فلم)
كلب بلدي هو فيلم مصري كوميدي تم عرضه تاريخ 8 سبتمبر 2016. الفيلم من بطولة أحمد فهمي وحمدي الميرغني وأكرم حسني وبيومي فؤاد ومحمود الجندي ومحمود البزاوي وعبد الباسط حمودة وإخراج معتز التوني. حقق الفيلم 16,656,137 جنيه مصري إيرادات

## القصة
ترعرع روكي (أحمد فهمي) في طفولته بعد أن تخلت عن والدته مع كلبة تدعى فريسكا ورضع منها مما أدى إلى اكتسابه لبعض المقومات الخاصة بالكلاب مثل الشم والانقضاض على الخصوم، مما يؤهله للمشاركة في عمليات سرقة بهذه المؤهلات الخاصة، وما أن يلاحظ الملازم بليغ ما يملكه  روكي، يطلب منه المشاركة في عملية بوليسية ضد المجرم الخطير وردة الحلواني (أكرم حسني).

## بطولة
- دينا محسن(كوكب)
- بيومي فؤاد (عماشة)
- حمدي الميرغني (بومة)
- أحمد فهمي (روكي ابن فريسكا)
- أحمد فتحي (الملازم بليغ)
- محمد ثروت (عظيمة)
- أكرم حسني (وردة الحلواني)
- محمد سلام (سنجاب القط)
- محمود الجندي (خادم المسجد)
- محمود البزاوي (العميد شكري)
- عبد الباسط حمودة (بنفسه)
- بدرية طلبة (سيدة المسجد)
- ندى موسى (زبرجد)
- طاهر أبو ليلة (طاهر فاروز)
- منصور أمين
- فاطمة كشري (ضيفة شرف)

## طاقم العمل
- أحمد فهمي (مؤلف)
- شريف نجيب (مؤلف)
- معتز التوني (مخرج)
- عصام عبد الحميد (مساعد مخرج أول )
- مصطفى فهمي (تصوير)
- سلافة نور الدين (مونتاج)
- أحمد سمير (مهندس الصوت)
- نيوسينشري للإنتاج الفني (منتج)
- احمد كريشة (مدير إنتاج ثان )
- ايناس عبد الله (ملابس)
- مادي (موسيقى)

## وصلات خارجية
- مقالات تستعمل روابط فنية بلا صلة مع ويكي بيانات